# Osinowo (rejon krasnoczetajski)
Osinowo (ros. Осиново) – wieś (dieriewnia) w Rosji, w Czuwaszji, w rejonie krasnoczetajskim. W 2010 liczyła 108 mieszkańców.